# Préveranges
 Préveranges  ist eine französische Gemeinde mit 522 Einwohnern (Stand 1. Januar 2022) im Département Cher in der Region Centre-Val de Loire. Préveranges ist die südlichste Gemeinde des Départements Cher. Die Gemeinde gehört zum Kanton Châteaumeillant im Arrondissement Saint-Amand-Montrond.

## Lage
Sie liegt etwa 50 Kilometer südwestlich von Bourges. Hier entspringt das Flüsschen Joyeuse und durchquert das Gemeindegebiet zum Arnon. Ebenso entspringt hier die Taisonne und entwässert zur Indre.

## Bevölkerungsentwicklung
| Jahr                       | 1962 | 1968 | 1975 | 1982 | 1990 | 1999 | 2006 | 2016 |
| Einwohner                  | 1233 | 1081 | 930  | 861  | 772  | 665  | 596  | 530  |
| Quellen: Cassini und INSEE |      |      |      |      |      |      |      |      |